# AstroTurf
AstroTurf é uma subsidiária americana da SportGroup que fabrica relva artificial para superfícies desportivas. O produto original AstroTurf era uma relva sintética de pelo curto inventada em 1965 pela Monsanto. Desde o início dos anos 2000, a AstroTurf comercializa sistemas com fibras mais altas que utilizam materiais de preenchimento para replicar de forma mais eficaz a relva natural. Em 2016, a AstroTurf tornou-se uma subsidiária da SportGroup, sediada na Alemanha, um grupo de empresas especializadas em superfícies desportivas, detido pela empresa de investimentos Equistone Partners Europe.

## História

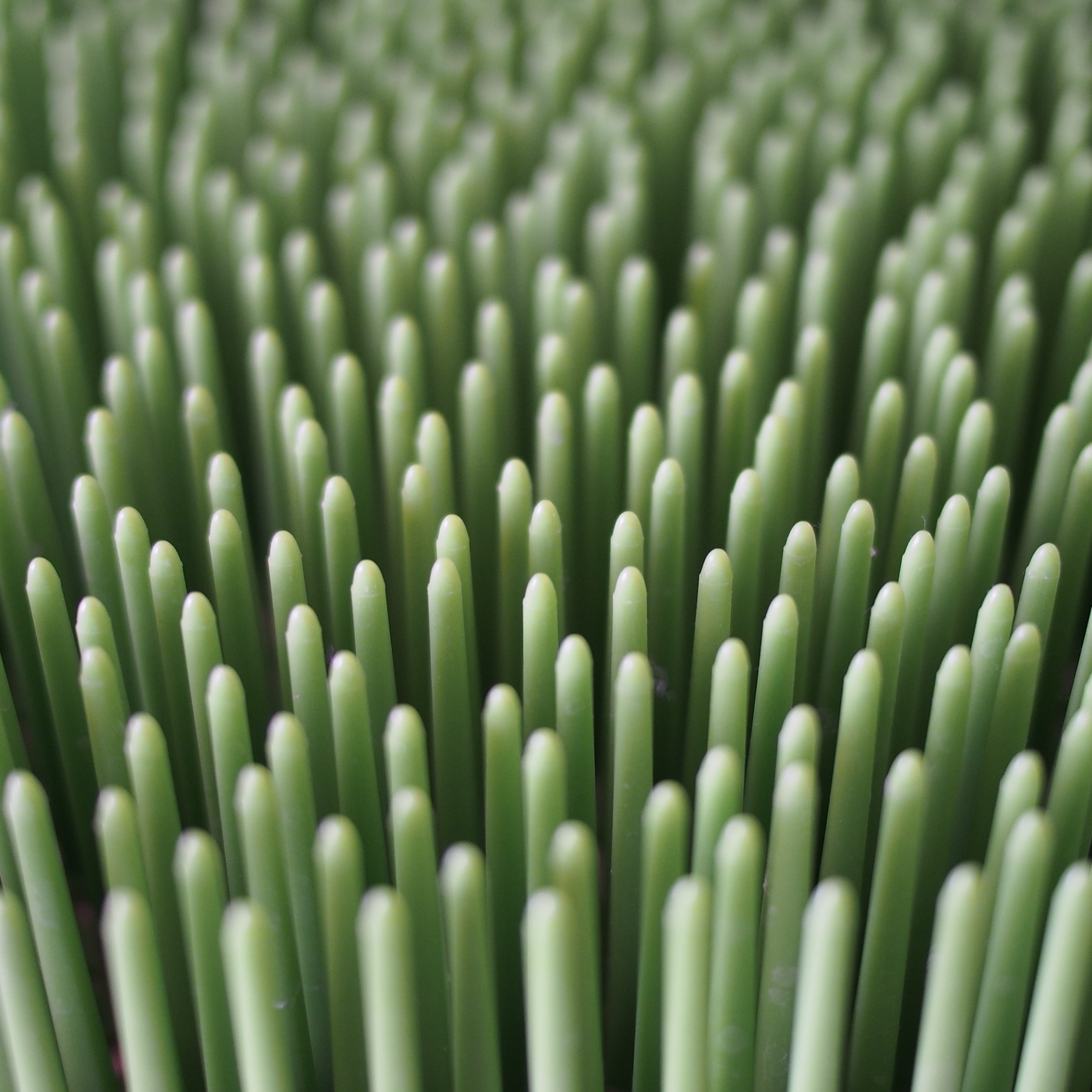
Close de astroturf

O produto original da marca AstroTurf foi inventado por James M. Faria e Robert T. Wright na Monsanto. A instalação experimental original ocorreu dentro do Waughhtel-Howe Field House na Moses Brown School em Providence, Rhode Island, em 1964. Foi patenteado em 1965 e inicialmente comercializado sob o nome "ChemGrass". Após seu destacado uso inicial no estádio Houston Astrodome em 1966, o funcionário da empresa John A. Wortmann renomeou-o como AstroTurf. Donald L. Elbert patenteou dois métodos para aprimorar o produto em 1971.
As primeiras iterações da grama curta abrangeram vários estádios importantes, porém o produto necessitava de aprimoramentos. Preocupações relacionadas à direcionalidade e tração motivaram o departamento de Pesquisa e Desenvolvimento (P&D) da Monsanto a introduzir um sistema de náilon texturizado. Ao conferir uma textura enrugada ao náilon após o processo de extrusão, o produto tornou-se notavelmente homogêneo.
Em 1987, a Monsanto consolidou suas operações de gestão, marketing e técnicas da AstroTurf em Dalton, Geórgia, sob a entidade AstroTurf Industries, Inc., após a aquisição da marca AstroTurf pela Synthetic Industries, Inc. (SRI). Em 1996, a SRI foi posteriormente adquirida pelo American Sports Products Group Inc.
Apesar de a AstroTurf ter sido líder do setor ao longo do final do século 20, outras empresas emergiram no início dos anos 2000. A FieldTurf, principal concorrente da AstroTurf desde o início da década de 2000, lançou um produto de grama alta de polietileno com preenchimento, projetado para imitar a grama natural mais do que os produtos mais antigos. Esse território de terceira geração, como ficou conhecido, alterou o cenário do mercado. Apesar de a SRI ter comercializado com sucesso o AstroPlay, um produto de grama de terceira geração, o aumento da concorrência resultou em ações judiciais. Em 2000, a SRI recebeu US$ 1,5 milhão em uma ação judicial depois que a FieldTurf foi considerada ter mentido ao público ao fazer declarações falsas sobre seu próprio produto e fazer alegações falsas sobre os produtos AstroTurf e AstroPlay.

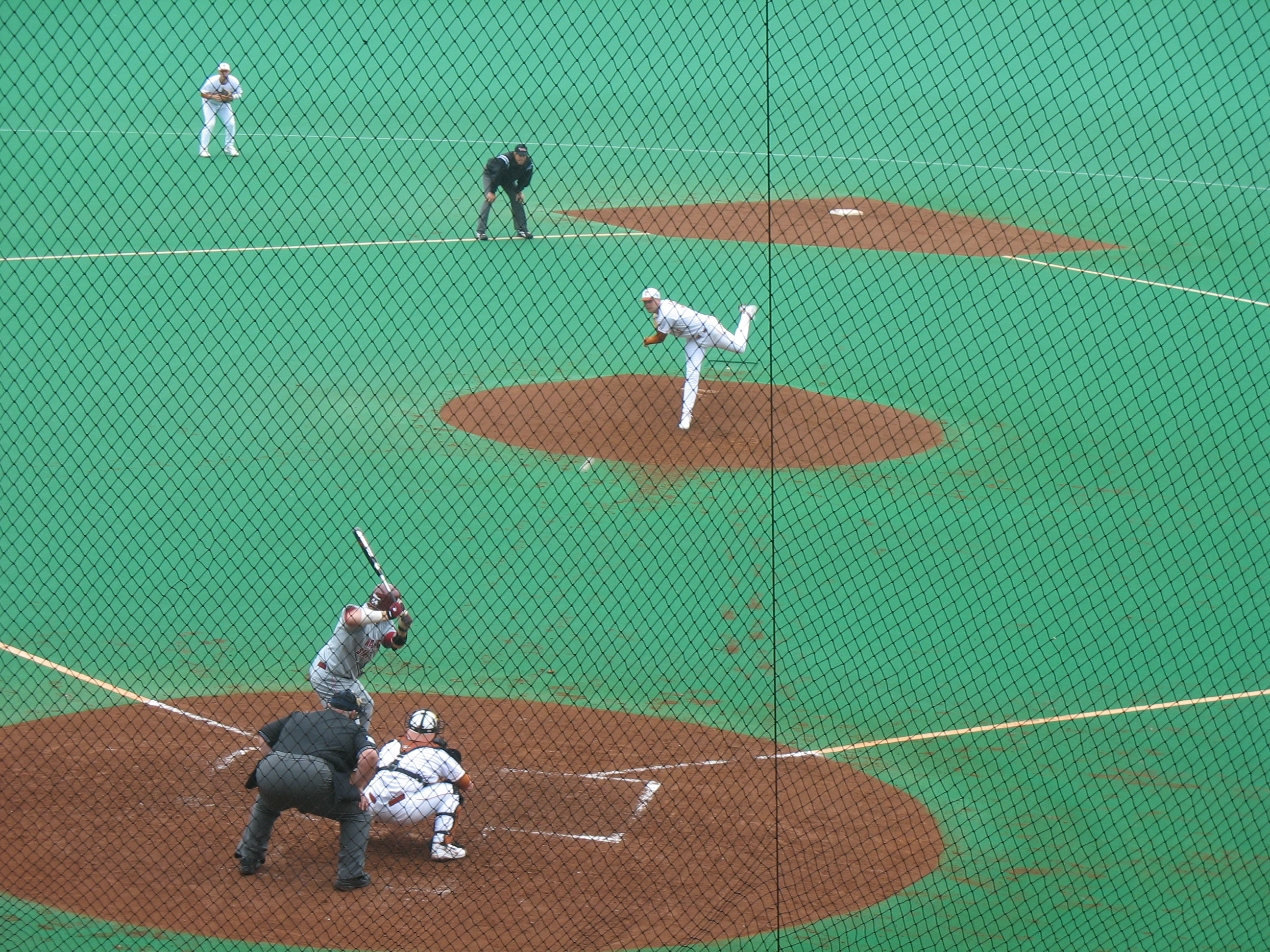
UFCU Disc – Falk Field no Texas, utilizando uma superfície AstroTurf de estilo antigo que já foi substituída

Apesar da vitória nos tribunais, a crescente concorrência teve seu impacto. Em 2004, a Synthetic Industries, Inc. (SRI) declarou falência. Fora do processo de falência, a Textile Management Associates, Inc. (TMA) de Dalton, Geórgia, adquiriu a marca AstroTurf e outros ativos. A TMA iniciou a comercialização da marca AstroTurf sob a entidade AstroTurf, LLC. Em 2006, a General Sports Venue (GSV) tornou-se parceira de marketing da TMA para a marca AstroTurf no mercado americano. A AstroTurf, LLC ficou responsável pela comercialização do AstroTurf no restante do mundo.
Em 2009, a Textile Management Associates, Inc. (TMA) adquiriu a General Sports Venue (GSV) para ingressar no mercado como vendedor direto. A AstroTurf, LLC direcionou seus esforços para pesquisa e desenvolvimento, resultando em um crescimento acelerado. A AstroTurf introduziu novos recursos de produto e métodos de instalação, incluindo o AstroFlect (uma tecnologia de redução de calor) e a pré-fabricação do campo (incrustação interna e climatizada). Além disso, a AstroTurf lançou um produto chamado "RootZone", composto por fibras onduladas projetadas para encapsular o preenchimento.
Em 2016, a SportGroup Holding anunciou a aquisição da AstroTurf, incluindo suas instalações de produção associadas. Atualmente, a marca AstroTurf opera na América do Norte sob o nome AstroTurf Corporation.
Em agosto de 2021, a AstroTurf foi designada como o fornecedor oficial de relva artificial para a United Soccer League, responsável pela gestão das ligas de futebol na segunda, terceira e quarta divisões da pirâmide do futebol masculino dos Estados Unidos, bem como na segunda divisão da pirâmide do futebol feminino nos Estados Unidos.

### Década de 1960
1964

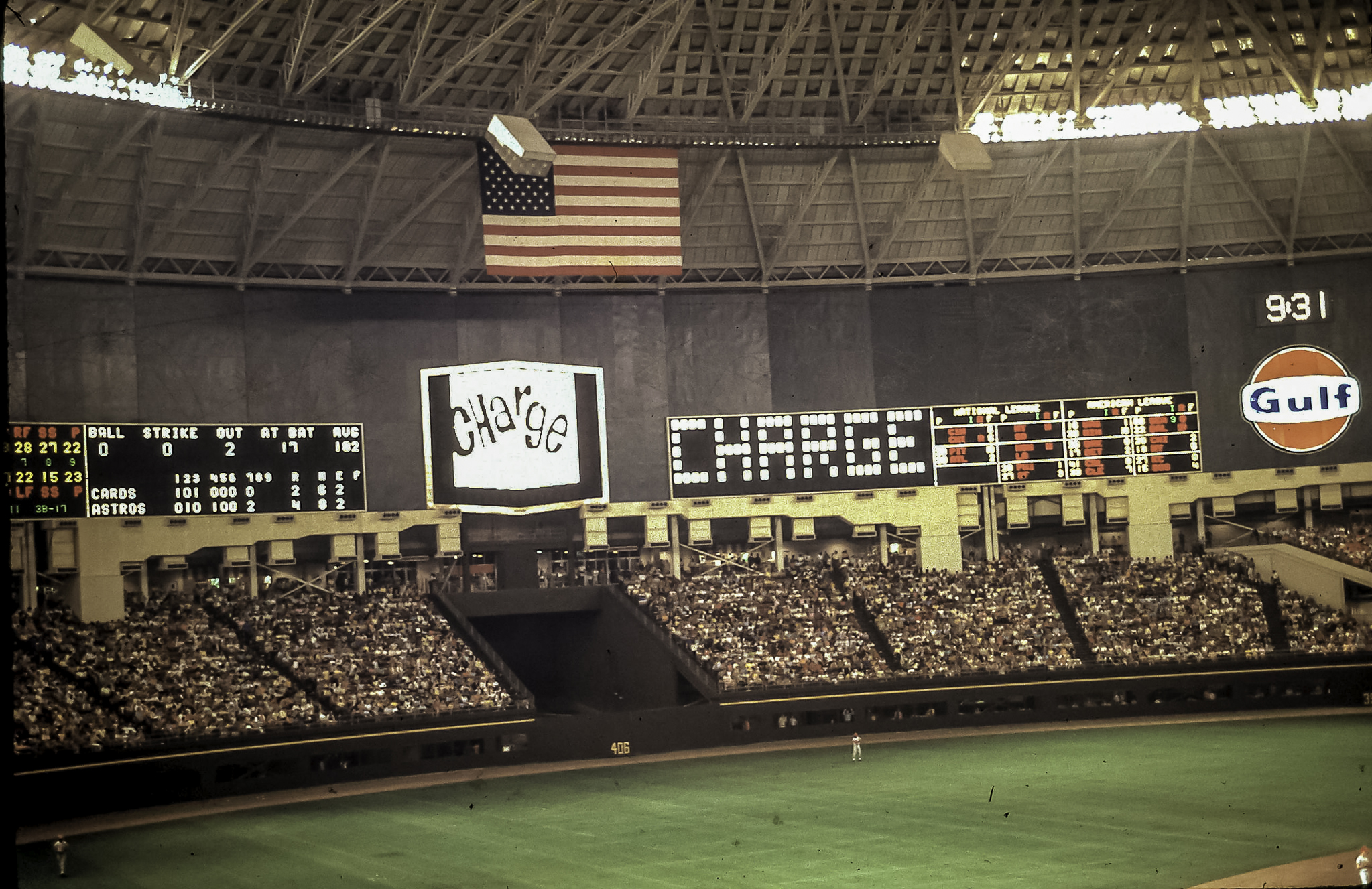
AstroTurf (foto no campo externo) dentro do Houston Astrodome durante uma competição em 7 de junho de 1969 entre o Houston Astros e o St.

- A Escola Moses Brown em Providence, Rhode Island, instala o ChemGrass.[16][17]

1966
- A primeira grande instalação de AstroTurf (ChemGrass) ocorreu no estádio coberto Houston Astrodome para o Houston Astros. A parte interna do campo foi instalada antes do dia de inauguração em abril; o campo externo foi instalado no início do verão.

1967
- O AstroTurf foi instalado pela primeira vez em um estádio ao ar livre - o Memorial Stadium na Indiana State University em Terre Haute.[18]

1968
- Inauguração da fábrica da AstroTurf em Dalton, Geórgia.[19]

1969
- O quintal da casa da família The Brady Bunch, localizado entre a varanda de serviço e a garagem, e sob o canil do Tiger, foi revestido com AstroTurf. De acordo com as notas de desenvolvimento do roteiro, a empresa contratada por Mike Brady para instalar a grama pertencia a um colega de quarto da faculdade, que recentemente iniciara um negócio de paisagismo após retornar de uma missão na Guerra do Vietnã com a 18ª Brigada de Engenheiros. Seguindo as diretrizes do estúdio, o roteiro não fazia menção direta à Guerra do Vietnã. A cena da instalação acabou sendo cortada e nunca foi exibida na série.[20][21][22]

### Década de 1970
1970

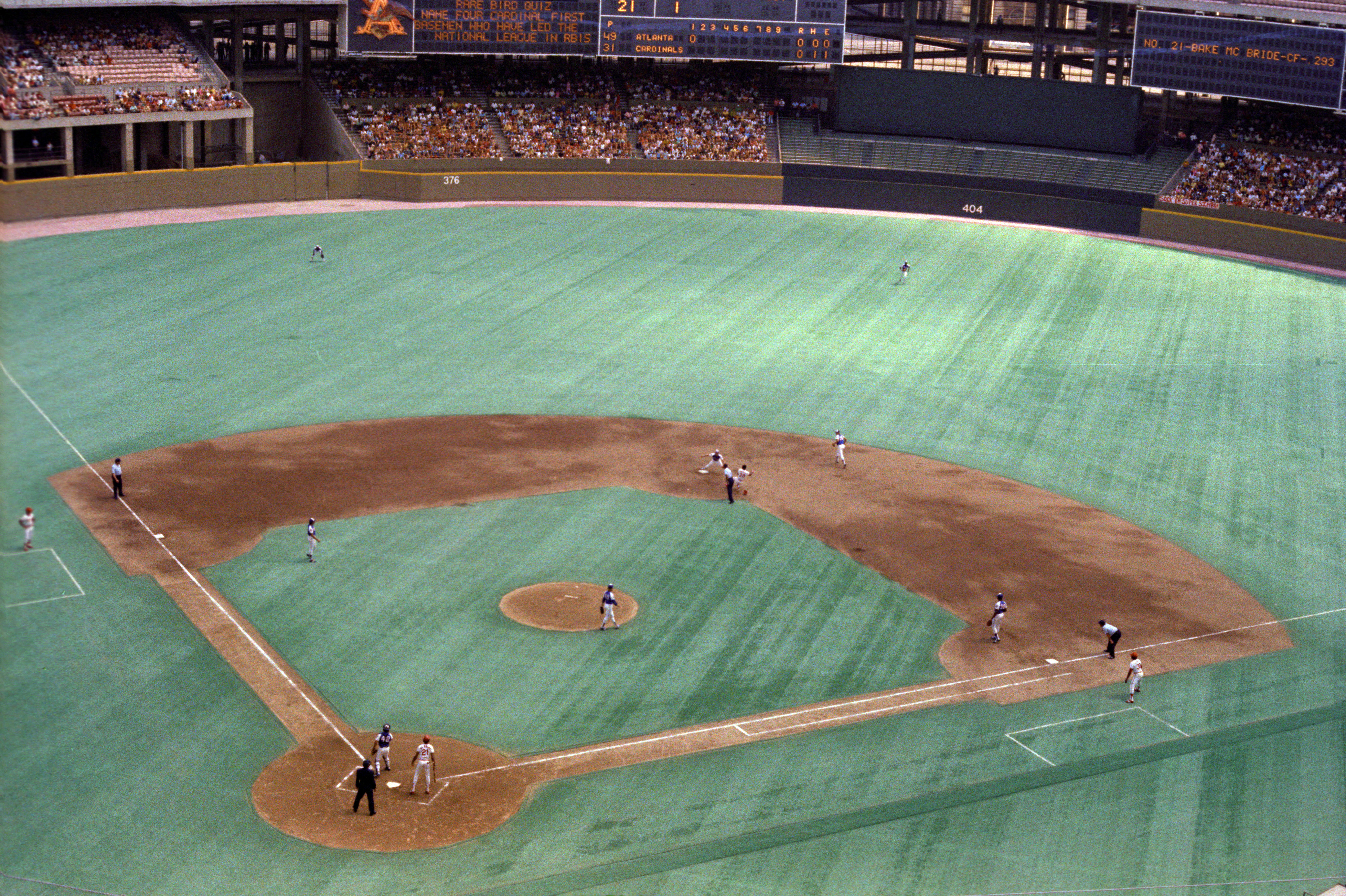
AstroTurf instalado no Busch Stadium em St. Louis (foto tirada em 1975)

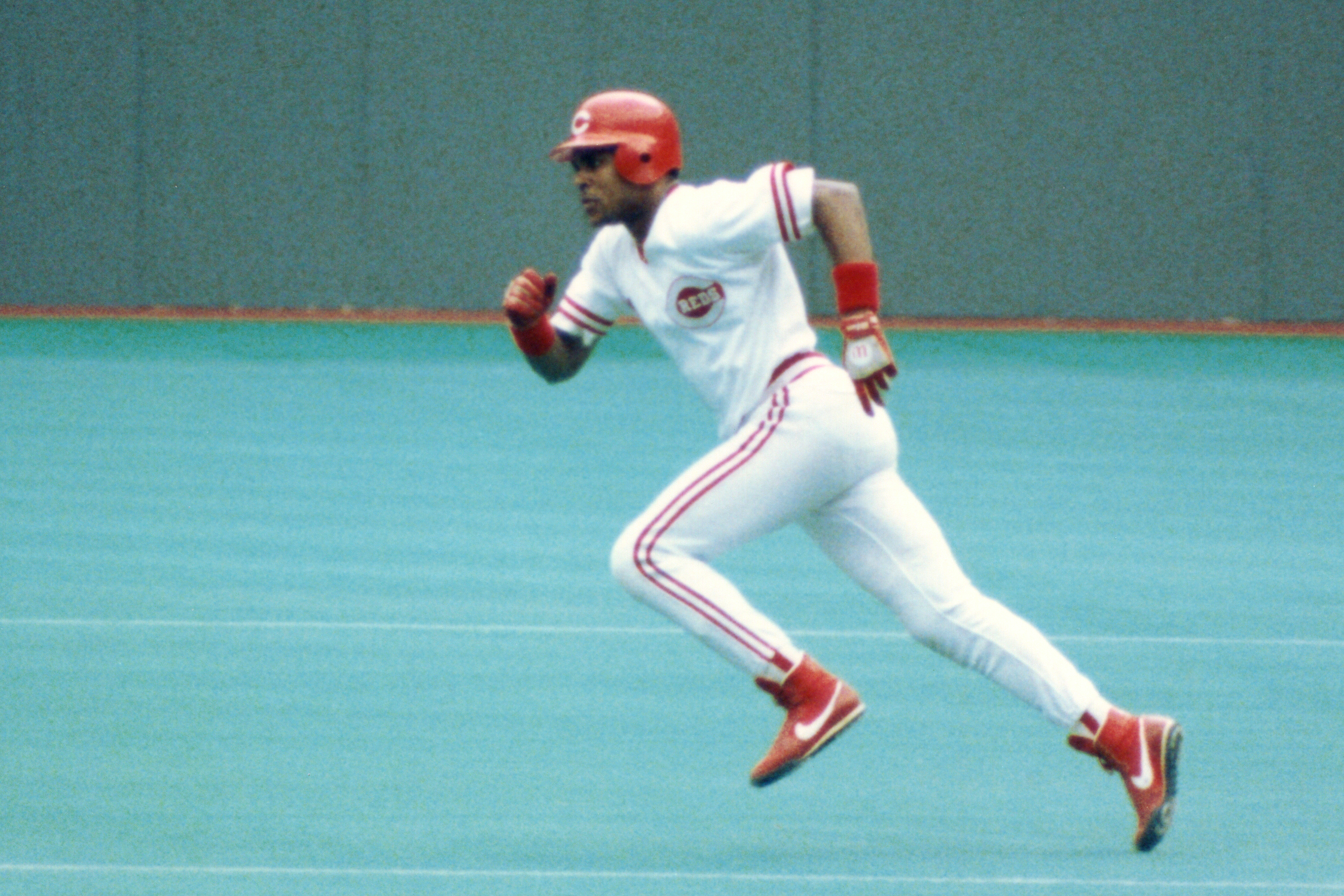
O shortstop do Cincinnati Reds, Barry Larkin, jogando no AstroTurf no Riverfront Stadium, outubro de 1990

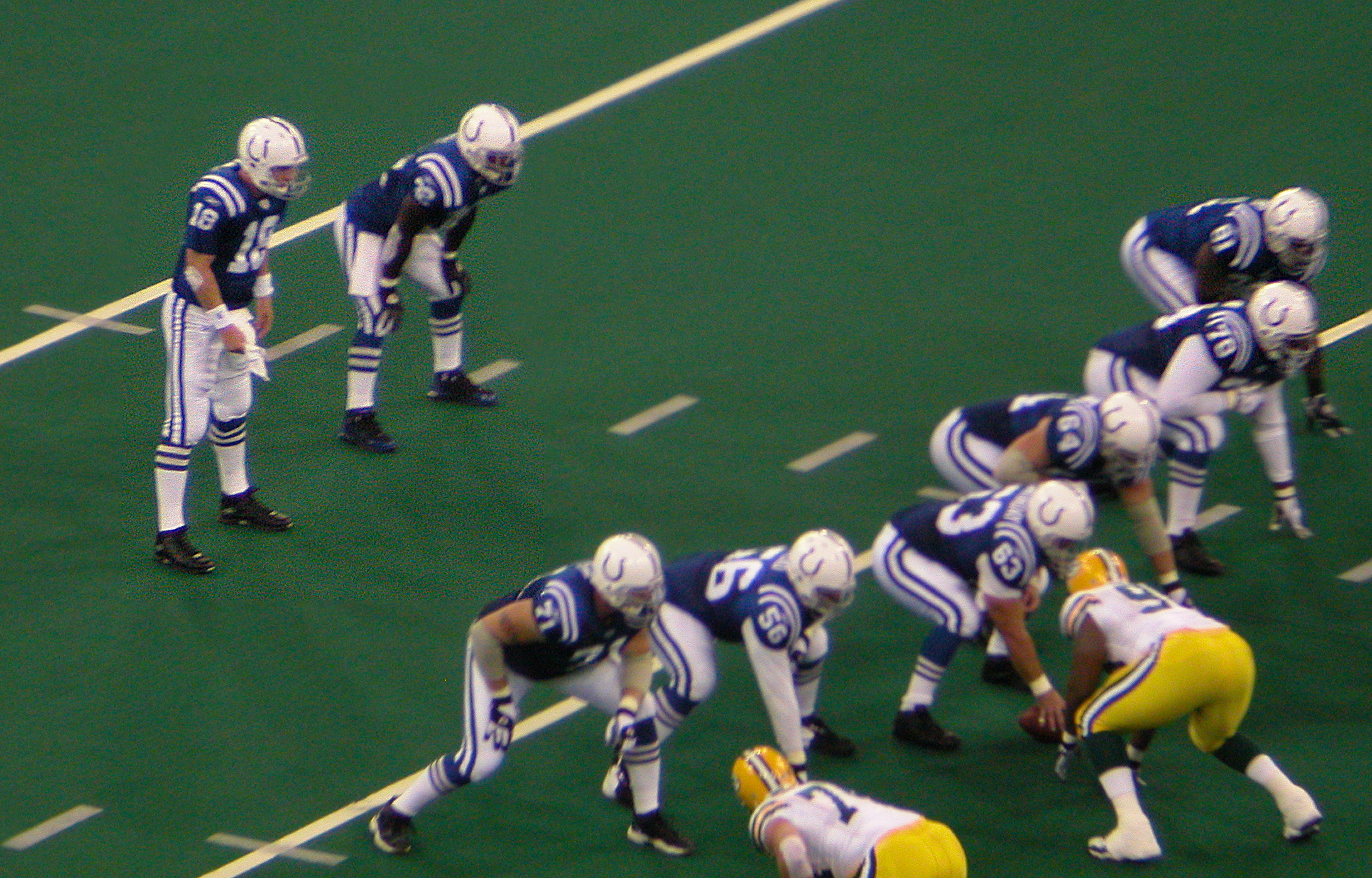
O Indianapolis Colts fazendo fila para uma partida (no AstroTurf) contra o Green Bay Packers em 2004 no RCA Dome

- A Série Mundial de 1970 foi a primeira a apresentar jogos no AstroTurf (anteriormente instalado no Riverfront Stadium de Cincinnati), enquanto os Reds enfrentavam os Baltimore Orioles.[23]

1971
- O time de futebol canadense Hamilton Tiger-Cats da CFL instalou o AstroTurf em seu estádio, o Ivor Wynne Stadium, em preparação para sediar a partida da Grey Cup no ano seguinte.

1972
- O campo do Arrowhead Stadium do Kansas City Chiefs e o campo do Kansas City Royals do Royals Stadium (agora Kauffman Stadium) são inaugurados em Kansas City, Missouri, com superfícies de jogo AstroTurf.

1973
- O campo do Rich Stadium do Buffalo Bills (mais tarde Ralph Wilson Stadium e agora Highmark Stadium) é inaugurado em Orchard Park, Nova York, com uma superfície de jogo AstroTurf.

1974
- Os Miami Dolphins enfrentam os Minnesota Vikings no AstroTurf (o primeiro Super Bowl disputado em superfície, mas não o primeiro a ser disputado em grama artificial; esse foi o Super Bowl V (em 1971) com Poly-Turf ) no Super Bowl VIII - Rice Estádio, Houston, Texas.[24]

1975
- O primeiro jogo internacional de hóquei em campo é disputado no AstroTurf no Molson Stadium, em Montreal.[25]

### Década de 1980
1980
- O Philadelphia Phillies e o Kansas City Royals jogam toda a World Series de 1980 no AstroTurf em seus estádios.

1984
- A AstroTurf instala os primeiros sistemas de drenagem vertical norte-americanos em Ewing, Nova Jersey, no Trenton State College (agora conhecido como The College of New Jersey ).[26]

1985
- Louis Cardinals e Kansas City Royals jogam toda a World Series de 1985 no AstroTurf em seus estádios.

1987
- Louis Cardinals e Minnesota Twins jogam toda a World Series de 1987 no AstroTurf em seus estádios.

1989
- O primeiro sistema E-Layer (Elastomérico) está instalado no College of William & Mary, bem como na Universidade da Califórnia, Berkeley .[27]

### Década de 1990
1993
- A Série Mundial de 1993, entre o Philadelphia Phillies e o Toronto Blue Jays, foi a quarta World Series a ser realizada inteiramente em grama artificial, seguindo as edições de 1980, 1985 e 1987.

1999
- O Real Madrid CF (Espanha) torna-se o primeiro clube de futebol europeu a adquirir um sistema AstroTurf para os seus campos de treino.[28]